# Aloe mubendiensis
Aloe mubendiensis es una especie de planta suculenta de los aloes. Es endémica de Sudáfrica.

## Descripción
Es una planta suculenta  usualmente solitaria, de tallo corto, que alcanza un tamaño de 250-500 mm de altura excluyendo la inflorescencia. Tiene más de 20 hojas, de 175-350 x 50-90 mm, de color azul-verdoso en verano, y azul-púrpura en invierno, la superficie superior es plana o ligeramente canalizada, con muchas manchas claras irregulares, la superficie inferior convexa, linear, con o sin manchas irregulares. Las inflorescencias con un máximo de ± 8 ramas, miden hasta 1 m de altura; formando racimos cilíndricos-cónicos,  de hasta 175 mm de largo, brácteas deltoides, acuminados. Las flores de 19-35 mm de largo de color naranja, brillante o, a veces varían de amarillo a rojo.

## Distribución  y hábitat
Se encuentra en Suazilandia y KwaZulu-Natal, con un registro en la frontera de Mpumalanga. Habitan en el valle de sabana en la arena. Es una de las pocas especies que sobreviven cerca de asentamientos humanos y en zonas muy colonizadas.
Las plantas de esta especie son más caulescentes que cualquier otro miembro de esta sección, excepto Aloe angolensis. Una planta muy antigua fue vista cerca de Muden con un tallo postrado de 2 m de largo. Otras características distintivas son las hojas de color verde azulado, que van de un tono de lila  en clima frío, y las superficies inferiores de las hojas que son estriadas.

## Taxonomía
Aloe mubendiensis fue descrita por Hugh Basil Christian y publicado en Journal of South African Botany 8: 172, en el año 1942.
Etimología
Ver: Aloe
mubendiensis: epíteto geográfico que alude a su localización en Mubende en Uganda.